# Италија на Светском првенству у атлетици у дворани 2022.
Италија је учествовала на 18. Светском првенству у атлетици у дворани 2022. одржаном у Београду од 18. до 20. марта осамнаести пут, односно на свим првенствима до данас. Репрезентацију Италије представљало је 22 такмичара (12 мушкарца и 10 жена), који су се такмичили у 16 дисциплина (8 мушких и 8 женских).,
На овом првенству Италија је по броју освојених медаља заузела 13. место са 2 медаље (1 златна и 1 бронзана).
У табели успешности (према броју и пласману такмичара који су учествовали у финалним такмичењима (првих 8 такмичара) Италија је са 7 учесника у финалу заузека 14 место са 24. бодова.
| Плас. | Земља   | 1. место | 2. место | 3. место | 4. место | 5. место | 6. место | 7. место | 8. место | Бр. финал. | Бод. |
| ----- | ------- | -------- | -------- | -------- | -------- | -------- | -------- | -------- | -------- | ---------- | ---- |
| 14.   | Италија | 1        | 0        | 1        | 0        | 0        | 2        | 1        | 2        | 7          | 24   |

## Учесници
| Мушкарци: - Ламонт Марсел Џејкобс — 60 м - Ђовани Галбијери — 60 м - Пјетро Аресе — 1.500 м - Несим Амселек — 1.500 м - Осама Меслек — 3.000 м - Yasin Bouih — 3.000 м - Хасан Фофана — 60 м препоне - Ђанмарко Тамбери — Скок увис - Филипо Рандацо — Скок удаљ - Зејн Вир — Бацање кугле - Ник Понцио — Бацање кугле - Дарио Дестер — Седмобој | Жене: - Зајнаб Досо — 60 м - Аурора Бретон — 60 м - Елена Бело — 800 м - Елиса Марија Ди Лазаро — 60 м препоне - Елена Валортигара — Скок увис - Елиза Молинароло — Скок мотком - Роберта Бруни — Скок мотком - Лариса Јапичино — Скок удаљ - Дарија Деркач — Троскок - Свева Ђеревини — Петобој |

## Освајачи медаља (2)

### Злато (1)
- Ламонт Марсел Џејкобс — 60 м

### Бронза (1)
- Ђанмарко Тамбери — Скок увис

## Резултати

### Мушкарци
| Атлетичар             | Дисциплина   | Лични рекорд | Квалификације   | Квалификације | Полуфинале            | Полуфинале           | Финале                     | Финале       | Детаљи |
| Атлетичар             | Дисциплина   | Лични рекорд | Резултат        | Место         | Резултат              | Место                | Резултат                   | Место        | Детаљи |
| --------------------- | ------------ | ------------ | --------------- | ------------- | --------------------- | -------------------- | -------------------------- | ------------ | ------ |
| Ламонт Марсел Џејкобс | 60 м         | 6,47 НР      | 6,53 КВ         | 1. у гр. 5    | 6,45 КВ, =СРС         | 1. у гр. 2           | 6,41(.407) СРС, ЕР, НР, ЛР |              |        |
| Ђовани Галбијери      | 60 м         | 6,60         | 6,66(.652)      | 5. у гр. 4    | Није се квалификовао  | Није се квалификовао | Није се квалификовао       | 21 / 43 (50) |        |
| Пјетро Аресе          | 1.500 м      | 3:37,23      | 3:37,31 КВ, ЛРС | 2. у гр. 3    |                       |                      | 3:37,60                    | 8 / 30       |        |
| Несим Амселек         | 1.500 м      | 3:38,28      | 3:55,51         | 7. у гр. 2    | Нису се квалификовали | 28 / 30              |                            |              |        |
| Осама Меслек          | 3.000 м      | 7:50,94      | 7:50,65         | 3. у гр. 2    | Нису се квалификовали | 20 / 33 (34)         |                            |              |        |
| Yasin Bouih           | 3.000 м      | 7:47,98      | 7:58,63         | 5. у гр. 3    | Нису се квалификовали | 24 / 33 (34)         |                            |              |        |
| Хасан Фофана          | 60 м препоне | 7,66         | 7,73 кв         | 5. у гр. 5    | Нису се квалификовали | 7,65 ЛР              | 6. у гр. 2                 | 16 / 44 (46) |        |
| Ђанмарко Тамбери      | Скок увис    | 2,39 о       |                 |               |                       |                      | 2,31 ЛРС                   |              |        |
| Филипо Рандацо        | Скок удаљ    | 8,12 о       | 7,74            | 12 / 14       |                       |                      |                            |              |        |
| Зејн Вир              | Бацање кугле | 21,99 о      | 21,67 НР, ЛР    | 6 / 18        |                       |                      |                            |              |        |
| Ник Понцио            | Бацање кугле | 21,83 о      | 21,30           | 7 / 18        |                       |                      |                            |              |        |

#### Седмобој
| Дисциплина   | Дарио Дестер | Дарио Дестер | Дарио Дестер | Дарио Дестер | Дарио Дестер | Дарио Дестер |
| Дисциплина   | Лич. рек.    | Резултат     | Бод.         | Плас.        | Укупно       | Плас.        |
| ------------ | ------------ | ------------ | ------------ | ------------ | ------------ | ------------ |
| 60 м         | 6,96         | 7,01         | 879          | 10.          | 879          | 10.          |
| Скок удаљ    | 7,68         | 7,30         | 886          | 11.          | 1.765        | 11.          |
| Бацање кугле | 14,25        | 14,03        | 730          | 7.           | 2.495        | 11.          |
| Скок увис    | 2,07         | 1,96         | 767          | 11.          | 3.262        | 11.          |
| 60 м препоне | 8,04         | 8,12(.114)   | 952          | 7.           | 4.214        | 10.          |
| Скок мотком  | 5,00         | 4,90         | 880          | 6.           | 5.094        | 9.           |
| 1.000 м      | 2:42,71      | 2:43,49 ЛРС  | 835          | 6.           | 5.929        | 10.          |
| Седмобој     | 6.076        |              |              |              | 5.929        | 10 / 10 (12) |

### Жене
| Атлетичарка            | Дисциплина   | Лични рекорд | Квалификације   | Квалификације | Полуфинале            | Полуфинале            | Финале                | Финале       | Детаљи |
| Атлетичарка            | Дисциплина   | Лични рекорд | Резултат        | Место         | Резултат              | Место                 | Резултат              | Место        | Детаљи |
| ---------------------- | ------------ | ------------ | --------------- | ------------- | --------------------- | --------------------- | --------------------- | ------------ | ------ |
| Зајнаб Досо            | 60 м         | 7,16 НР      | 7,14 КВ, НР, ЛР | 2. у гр. 1    | 7,16(.158)            | 4. у гр. 2            | Ниje се квалификовалa | 12 / 46 (47) |        |
| Аурора Бретон          | 60 м         | 7,28         | 7,30(.299)      | 4. у гр. 6    | Ниje се квалификовалa | Ниje се квалификовалa | Ниje се квалификовалa | 26 / 46 (47) |        |
| Елена Бело             | 800 м        | 2:00,44      | 2:02,35(.342)   | 5. у гр. 1    |                       |                       | Нису се квалификовале | 10 / 17 (18) |        |
| Елиса Марија Ди Лазаро | 60 м препоне | 8,11         | 8,16 КВ         | 3. у гр. 2    | 8,11 ЛР               | 6. у гр. 3            | Нису се квалификовале | 17 / 41 (45) |        |
| Елена Валортигара      | Скок увис    | 2,02 о       |                 |               |                       |                       | 1,92 ЛРС              | 6 / 12       |        |
| Елиза Молинароло       | Скок мотком  | 4,55 о       | 4,45            | 8 / 11        |                       |                       |                       |              |        |
| Роберта Бруни          | Скок мотком  | 4,70 о       | 4,30            | 11 / 11       |                       |                       |                       |              |        |
| Лариса Јапичино        | Скок удаљ    | 6,91         | 6,57            | 10 / 14 (15)  |                       |                       |                       |              |        |
| Дарија Деркач          | Троскок      | 14,47 о      | 13,67           | 15 / 16       |                       |                       |                       |              |        |

#### Петобој
| Дисциплина   | Свева Ђеревини | Свева Ђеревини | Свева Ђеревини | Свева Ђеревини | Свева Ђеревини | Свева Ђеревини |
| Дисциплина   | Лич. рек.      | Резултат       | Бод.           | Плас.          | Укупно         | Плас.          |
| ------------ | -------------- | -------------- | -------------- | -------------- | -------------- | -------------- |
| 60 м препоне | 8,38           | 8,35 ЛР        | 1.050          | 5.             | 1.050          | 5.             |
| Скок увис    | 1,72           | 1,68           | 830            | 12.            | 1.880          | 12.            |
| Бацање кугле | 12,44          | 11,69          | 641            | 12.            | 2.521          | 12.            |
| Скок удаљ    | 6,34           | 6,31           | 946            | 5.             | 3.467          | 10.            |
| 800 м        | 2:09,10        | 2:13,77        | 910            | 4.             | 4.377          | 9.             |
| Петобој      | 4.451          |                |                |                | 4.377          | 9 / 10 (12)    |